# Kuhnsche Schleife

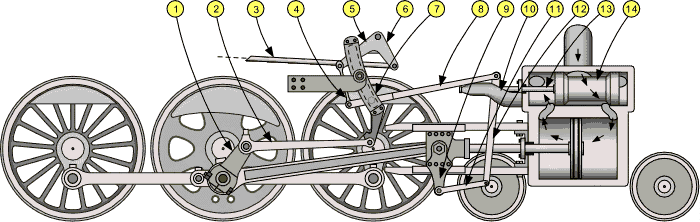
Klassische Heusinger-Steuerung mit Hängeeisen
4 Hängeeisen, 5 Aufwerfhebel, 7 Schwinge, 8 Schieberschubstange

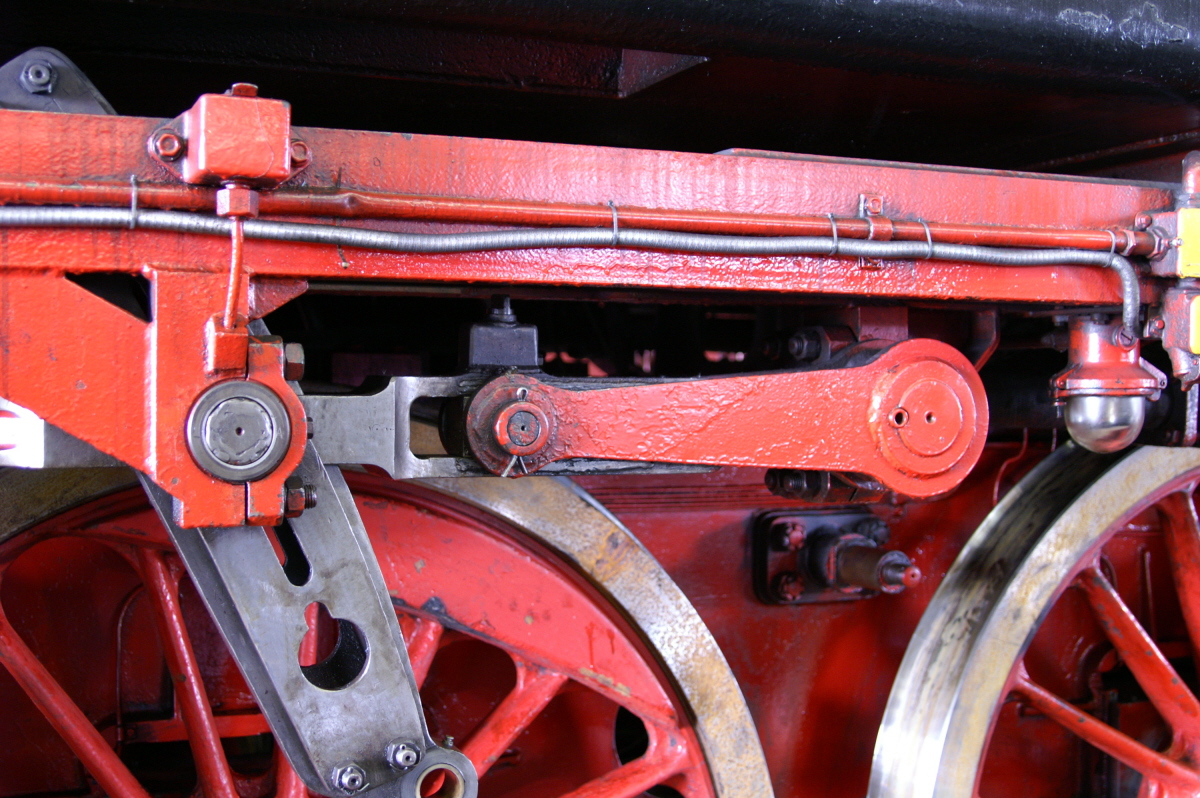
Kuhnsche Schleife an einer DR-Neubaulok der Baureihe 65.10

Die Kuhnsche Schleife ist ein nach ihrem Erfinder Michael Kuhn (1851–1903), dem Oberingenieur der Maschinenbaufabrik Henschel & Sohn, benanntes Bauteil einer Bauart der Heusinger-Steuerung an Dampflokomotiven. Gleichzeitig steht der Begriff für diese Bauform der Heusinger-Steuerung.
Speziell bei der Konstruktion von Tender- und Schmalspurlokomotiven bereitete die Unterbringung der Heusinger-Steuerung öfter Platzprobleme.
Die zur Verstellung der Steuerung notwendige Steuerwelle mit dem Aufwerfhebel wurde deshalb auf gleicher Höhe wie der Drehpunkt der Schwinge montiert. Dabei konnte auf die Hängeeisen verzichtet werden; der Aufwerfhebel greift direkt in die Schieberschubstange. Zur Gewährleistung des erforderlichen horizontalen Spiels ist das hintere Ende der Schieberschubstange als Schleife (Kuhnsche Schleife) ausgeführt, in die ein im Aufwerfhebel drehbar gelagerter Gleitstein eingreift.
Die Kuhnsche Schleife war wegen höherer Fertigungskosten weniger verbreitet als die klassische Hängeeisensteuerung.
Eine Eigenheit der Kuhnschen Schleife ist ein gleichmäßiges Steinspringen bei Vorwärts- und Rückwärtsfahrt. Aus diesem Grund wurde sie bei Tenderlokomotiven, welche aus betrieblichen Gründen auch längere Strecken rückwärts fahren mussten, gegenüber der Hängeeisensteuerung bevorzugt.
Eine Abart der Kuhnschen Schleife entwickelte die Lokomotivfabrik Winterthur. Bei der Winterthur-Steuerung ist die Schwinge auf der Steuerwelle gelagert. Schwinge und Steuerwelle haben einen gemeinsamen Drehpunkt.